# Vilniuský kraj
Možná máte na mysli: Vilniuský kraj - historické území, přivtělené do Polska po první světové válce.
Vilniuský kraj (litevsky Vilniaus apskritis) leží na jihovýchodním okraji země. Je to největší z 10 litevských krajů a to jak co do rozlohy, tak co do počtu obyvatel. Hlavní město kraje: Vilnius. Kraj sousedí na jihovýchodě s Běloruskem, na severu s Utenským a Panevėžyským krajem, na západě s Kaunaským krajem a na jihozápadě s Alytuským krajem.

## Okresy (savivaldybės) v kraji
Ve Vilniuském kraji je 8 administrativních celků na úrovni okresu (savivaldybės):
- Městský okres Vilnius
- Okres Elektrėnai - samosprávný celek na úrovni okresu, avšak označený ne jako okres, ale jako "samospráva" (savivaldybė).
- Okres Šalčininkai
- Okres Širvintos
- Okres Švenčionys
- Okres Trakai
- Okres Ukmergė
- Okres Vilnius

## Města a obce
V kraji je 16 měst, z nichž největší jsou (seřazena podle velikosti):
1. Vilnius
2. Ukmergė
3. Elektrėnai
4. Lentvaris
5. Grigiškės

a 3983 vsi.

## Národnostní složení kraje
- Litevci - 466 296 (56,37 %)
- Poláci - 216 012 (26,11 %)
- Rusové - 98 790 (11,94 %)
- Bělorusové - 30 491 (3,69 %)
- Ukrajinci - 9 055 (1,09 %)
- Židé - 2 896 (0,35 %)
- Tataři - 1 678 (0,20 %)
- Romové - 874 (0,11 %)
- Lotyši - 579 (0,07 %)
- Němci - 490 (0,06 %)

## Mezinárodní spolupráce
- Skåne, Švédsko
- Hrodenská oblast, Bělorusko
- Minská oblast, Bělorusko
- Kyjevská oblast, Ukrajina
- Dněpropetrovská oblast, Ukrajina
- Volyňská oblast, Ukrajina